# Блумінгдейл (Теннессі)
Блумінгдейл (англ. Bloomingdale) — переписна місцевість (CDP) в США, в окрузі Салліван штату Теннессі. Населення — 8918 осіб (2020).

## Географія
Блумінгдейл розташований за координатами 36°35′12″ пн. ш. 82°30′19″ зх. д. / 36.58667° пн. ш. 82.50528° зх. д. (36.586724, -82.505183).  За даними Бюро перепису населення США в 2010 році переписна місцевість мала площу 25,85 км², з яких 25,85 км² — суходіл та 0,00 км² — водойми.

## Демографія
Згідно з переписом 2010 року, у переписній місцевості мешкало 9888 осіб у 4197 домогосподарствах у складі 2868 родин. Густота населення становила 383 особи/км².  Було 4728 помешкань (183/км²).
Расовий склад населення:
| - 96,8 % — білих - 0,7 % — чорних або афроамериканців - 0,3 % — корінних американців - 0,3 % — азіатів |

До двох чи більше рас належало 1,3 %. Частка іспаномовних становила 1,3 % від усіх жителів.
За віковим діапазоном населення розподілялося таким чином: 21,7 % — особи молодші 18 років, 59,5 % — особи у віці 18—64 років, 18,8 % — особи у віці 65 років та старші. Медіана віку мешканця становила 42,5 року. На 100 осіб жіночої статі у переписній місцевості припадало 93,4 чоловіків;  на 100 жінок у віці від 18 років та старших — 91,9 чоловіків також старших 18 років.
Середній дохід на одне домашнє господарство  становив 41 836 доларів США (медіана — 32 757), а середній дохід на одну сім'ю — 46 179 доларів (медіана — 38 510). Медіана доходів становила 38 974 долари для чоловіків та 24 745 доларів для жінок. За межею бідності перебувало 25,7 % осіб, у тому числі 46,4 % дітей у віці до 18 років та 13,0 % осіб у віці 65 років та старших.
Цивільне працевлаштоване населення становило 3845 осіб. Основні галузі зайнятості: освіта, охорона здоров'я та соціальна допомога — 26,5 %, роздрібна торгівля — 22,2 %, виробництво — 12,3 %, будівництво — 8,4 %.